# Saint-Denis-d'Aclon
Saint-Denis-d'Aclon är en kommun i departementet Seine-Maritime i regionen Normandie i nordvästra Frankrike. Kommunen ligger i kantonen Dieppe-1 som tillhör arrondissementet Dieppe. År 2022 hade Saint-Denis-d'Aclon 128 invånare.

## Befolkningsutveckling
| Befolkningsutvecklingen i Saint-Denis-d'Aclon 1968–2021 | Befolkningsutvecklingen i Saint-Denis-d'Aclon 1968–2021 | Befolkningsutvecklingen i Saint-Denis-d'Aclon 1968–2021 | Befolkningsutvecklingen i Saint-Denis-d'Aclon 1968–2021 | Befolkningsutvecklingen i Saint-Denis-d'Aclon 1968–2021 |
| ------------------------------------------------------- | ------------------------------------------------------- | ------------------------------------------------------- | ------------------------------------------------------- | ------------------------------------------------------- |
|                                                         |                                                         |                                                         |                                                         |                                                         |
| År                                                      |                                                         |                                                         | Folkmängd                                               |                                                         |
| 1968                                                    | 1968                                                    |                                                         | 209                                                     |                                                         |
| 1975                                                    | 1975                                                    |                                                         | 271                                                     |                                                         |
| 1982                                                    | 1982                                                    |                                                         | 274                                                     |                                                         |
| 1990                                                    | 1990                                                    |                                                         | 235                                                     |                                                         |
| 1999                                                    | 1999                                                    |                                                         | 196                                                     |                                                         |
| 2007                                                    | 2007                                                    |                                                         | 177                                                     |                                                         |
| 2015                                                    | 2015                                                    |                                                         | 134                                                     |                                                         |
| 2021                                                    | 2021                                                    |                                                         | 125                                                     |                                                         |